# Ljubinka Jovanović-Mihailović
Ljubinka Jovanović-Mihailović (Љубинка Јовановић Михаиловић), qui signe ses œuvres Lybinka est une artiste peintre serbe née le 2 mai 1922 à Belgrade, vivant en France depuis 1952. Elle est morte à Paris 19e le 2 août 2015.

## Biographie
Lyubinka étudie la peinture dans la classe du professeur Ivan Tabaković à l’Académie des Beaux-Arts de Belgrade, où elle fait la connaissance de son mari Milorad Bata Mihailović. En 1947, elle participe au Groupe des Onze (Jedanaestorica) et Groupe de Zadar, dont son mari  fut un des fondateurs. En 1952, elle s’installe avec lui à Paris où elle réside jusqu'à sa mort en 2015, tout en faisant des séjours réguliers à Belgrade. 

## Expositions

### Expositions collectives
- 1953 « Salon Populiste », Paris
- 1960 « Salon des Réalités Nouvelles », Paris
- 1961 Invitée au « Salon de Mai » à Paris, puis régulièrement les années suivantes
- 1962 « Donner à voir I et II » et à l’exposition « L’Ecole de Paris »,  Galerie Charpentier à Paris
- 1964 « L’art et la révolution algérienne », Salon Ibnkhaldoun, ministère algérien de la Culture, Alger
- 1965 « Peintres de Paris», Uméo, Suède
- 1966 «Donner à voir I V » et à « Châtillon-des-arts », Châtillon (Hauts-de-Seine)
- 1972 « Peintres de Paris », Musée de Budva, Monténégro
- 1984 « La part des femmes dans l’art contemporain», à Vitry-sur-Seine (Val-de-Marne)

### Principales expositions personnelles
- 1952 Galerie ULUS, Belgrade
- 1953 Galerie Marseille, Paris
- 1964 Galerie Ariel, Paris
- 1965 Long Island University, New York, Galerie Peintres du Monde Umeo, Paris
- 1967 Musée d’art contemporain, Belgrade
- 1973 Galerie 696, Rochester (États-Unis)
- 1974 Galerie Saint Jacques, Lille
- 1976 Centre culturel Jean Prévost, Saint-Etienne-du-Rouvray (Seine-Maritime)
- 1977 Galerie Rive Gauche, Paris, Galerie Aritza, Bilbao (Espagne), Santiago de Compostela, Torques (Espagne),
- 1980 Arcus, Paris
- 1981 Musée de Budva, Monténégro
- 1982 Synart, Paris,
- 1983 Musée de Soller, Majorque, Espagne, Galerie Aritza, Bilbao
- 1984 Pavillon des arts Cvijeta Zuzorić, Belgrade
- 1992 Espace JP Mathieu, Galerie d’art moderne, Pančevo, Niš La Citadelle
- 1995 Galerie d’art moderne, Nadežda Petrović, Čačak
- 1996 Centre culturel, Nikšić, Monténégro
- 1998 Galerie Haos, Belgrade
- 2000 Maison des arts et loisirs de Sochaux (Doubs)
- 2002 L’Orangerie du Château, Sucy-en-Brie (Val-de-Marne)
- 2003 La galerie du temps présent, Créteil (Val-de-Marne)
- 2004 Invitée de la 73e exposition de l’Union des Arts Plastiques de Saint-Etienne-du-Rouvray (Seine-Maritime)

## Dans les musées français
Trois œuvres au musée d'art contemporain du Val-de-Marne (Vitry-sur-Seine) :
- Estampe
  - Divlja ruza
- Peintures
  - L'Or de l'enfance
  - La Fabrique